# Thure Een
Thure Johan Gustaf Een, född den 9 april 1837 i Herrestad i Östergötland, död den 18 april 1883 utanför Banana vid Kongos kust, var en svensk sjökapten som deltog i två olika inlandsexpeditioner till Sydvästafrika under senare hälften av 1800-talet.

## Biografi
Thure Een hade vid 27 års ålder redan rest över de stora haven och haft tjänst inom såväl den svenska som den engelska handelsflottan. Nu önskade han uppleva länder inifrån, ta en paus från havet. Målet var Kapstaden, en knutpunkt för européer som idkade handel och forskning i Afrika. Senhösten 1865 reste Een till London och sedan vidare till Kapstaden tillsammans med en annan sjökapten, Sandberg, med hopp om att där få ett arbete. De kom fram i februari 1866 efter en 80 dagar lång resa från London.
Väl framme i Kapstaden träffade Een helt oväntat en gammal skolkamrat, kapten Silfversparre, som med sitt fartyg just stod färdig att avsegla till Port Elizabeth, för att där lossa återstoden av en från Rio medförd kaffelast. Een fick följa med Silfversparre på resan.
Vid återkomsten till Kapstaden fick Een veta att den kände naturforskaren Charles John (Carl Johan) Andersson befann sig i staden, i färd med att utrusta sig för en handels- och jaktexpedition till de inre delarna av Sydvästafrika, nuvarande Namibia. Een sökte upp Andersson, de fick bra kontakt och Een blev anställd för att följa med på expeditionen. Sandberg hade under tiden fått kontakt med den svensk-norska konsuln Carl Gustaf Åkerberg och blivit anställd som befälhavare på ett fartyg som bedrev handel mellan Kapstaden och Calcutta.
Det skulle ta omkring en månad för Andersson att ordna med all utrustning som behövdes för expeditionen. Under tiden gjorde Een ytterligare en resa med Silfversparre till Saldanha Bay, en havsbukt endast 70 engelska mil (drygt 110 km) från Kapstaden. Efter knappt fjorton dagars vistelse vid Saldanha Bay fick Een ett brev från Andersson om att han inom några dagar var rustad att avgå med sin expedition. Een fick nu bråttom att återvända till Kapstaden. Då det var högst osäkert att hinna fram i tid sjövägen, valde Een i stället landvägen. Han slog följe med en engelsk sjöman. Det blev en besvärlig vandring, uppför och utför höga sandåsar. De hann dock fram i tid, genom att de sista 20 kilometrarna få skjuts bakom ett spann av fyra hästar.

0953.0001. Denna teckning ur Etnografiska museets samlingar är troligen utförd av Thure Een.

Den 1 maj 1866 avgick expeditionen från Kapstaden med kustfartyget ”Telegraph” med kurs mot hamnstaden Walfish Bay, i nuvarande Namibia, varifrån färden inåt landet skulle ta sin början. Efter en dryg veckas väntan på denna utpost anlände en transport med dragoxar som hade lånats av en skotsk handelsman, Francis Stewardson, och en tysk f.d. missionär, Eggert. Med på expeditionen var också Axel Wilhelm Eriksson, en smed, en vagnsdrivare, en kock från Madeira, samt minst 10 afrikanska bärare per expeditionsmedlem. Andersson insamlade naturalier för att skriva en bok om flora och fauna. Han fick hjälp av Eriksson med att jaga och konservera fåglar. Eftersom européer under många år sålt vapen till bybor i Afrika, blev Thure Eens tekniska handlag snart en tillgång för expeditionen. I utbyte mot livsmedel reparerade han trasiga skjutvapen i många av byarna de besökte.
Efter fem år i Afrika återvände Thure Een till Sverige. 1872 gav han ut boken ”Minnen från en flerårig vistelse i Sydvestra Afrika”. 1873 bildade han familj. Men Thure Een ville tillbaka till Afrika. 1879 lyckades han få till stånd en sjutton månader lång handelsresa till Damaraland i Sydvästafrika med Axel Wilhelm Eriksson som kompanjon. Under denna resa förvärvade Een naturalier och etnografiska föremål som efter hemkomsten till Sverige presenterades i en tryckt katalog och visades på en utställning 1881. Hans material uppmärksammades av Svenska Sällskapet för Antropologi och Geografi (SSAG). Sällskapet ombesörjde en insamling för att Thure Een skulle kunna delta i en polsk-rysk forskningsexpedition till Kamerun, planerad till sommaren 1882. Bland de som stödde Thure Een fanns, förutom kung Oscar II, flera av samtidens kända namn, såsom Adolf E. Nordenskiöld, professor Gustaf V. J. von Düben och Anton Stuxberg, alla aktiva medlemmar i SSAG. Men avresan drog ut på tiden, då det saknades ekonomiska medel. Een tröttnade på att vänta och reste hem till Sverige efter några månader i den franska hamnstaden Le Havre.

1881.01.0003. Kokkärl av bränd lera med ristad streckdekor och bärrem av läder ur Etnografiska museets samlingar.

1887.05.0015. Pärlband ur Etnografiska museets samlingar.

Väl hemma meddelade von Düben att Een i stället hade möjlighet att resa till Kongo för att under ledning av Henry Morton Stanley delta i forskningsexpeditioner samt för Riksmuseets räkning insamla föremål och naturalier. Thure Een nådde aldrig Kongo. Han avreste från Stockholm den 26 februari 1883. Under färden insjuknade han i vad skeppsläkaren diagnosticerade som ”remittent feber”. Han avled den 18 april 1883 utanför Banana vid Kongos kust och begravdes på Bananas kyrkogård.
I Etnografiska museets magasin i Stockholm finns drygt 90 av Thure Eens insamlade föremål bevarade.

## Familj
Thure Een var son till Carl Johan Een (1792-1842) och Gustava Fredrika Albertina Schaeij (1808-1873). Den 20 maj 1873, efter sin första Afrikaresa, gifte han sig med Charlotta (Lotten) Wetterström (f. 1845) och de fick tre barn.